# Ipolyvece
Ipolyvece is een plaats (község) en gemeente in het Hongaarse comitaat Nógrád. Ipolyvece telt 894 inwoners (2001).